# Naturdenkmal Bachschwinde bei Gut Forst
Das Naturdenkmal Bachschwinde bei Gut Forst mit einer Größe von 1,07 ha liegt südlich von Heddinghausen im Stadtgebiet von Marsberg. Das Gebiet wurde 1993 mit dem Landschaftsplan Marsberg durch den Hochsauerlandkreis als Naturdenkmal ND 2.2.2.01 ausgewiesen. Das Naturschutzgebiet Klebberg (HSK-392) liegt, nur durch einen Feldweg getrennt, östlich davon.
Das Naturdenkmal besteht aus einem südöstlich  von Gut Forst liegenden Schwalgloch, in dem ein von Westen kommender ca. 1 km langer Bach versickert. Die umliegenden Grünlandböschungen sowie die Böschung mit Feldgehölzen im Südosten sind in die Abgrenzung des Naturdenkmals mit aufgenommen.